# Maison Bertrandy

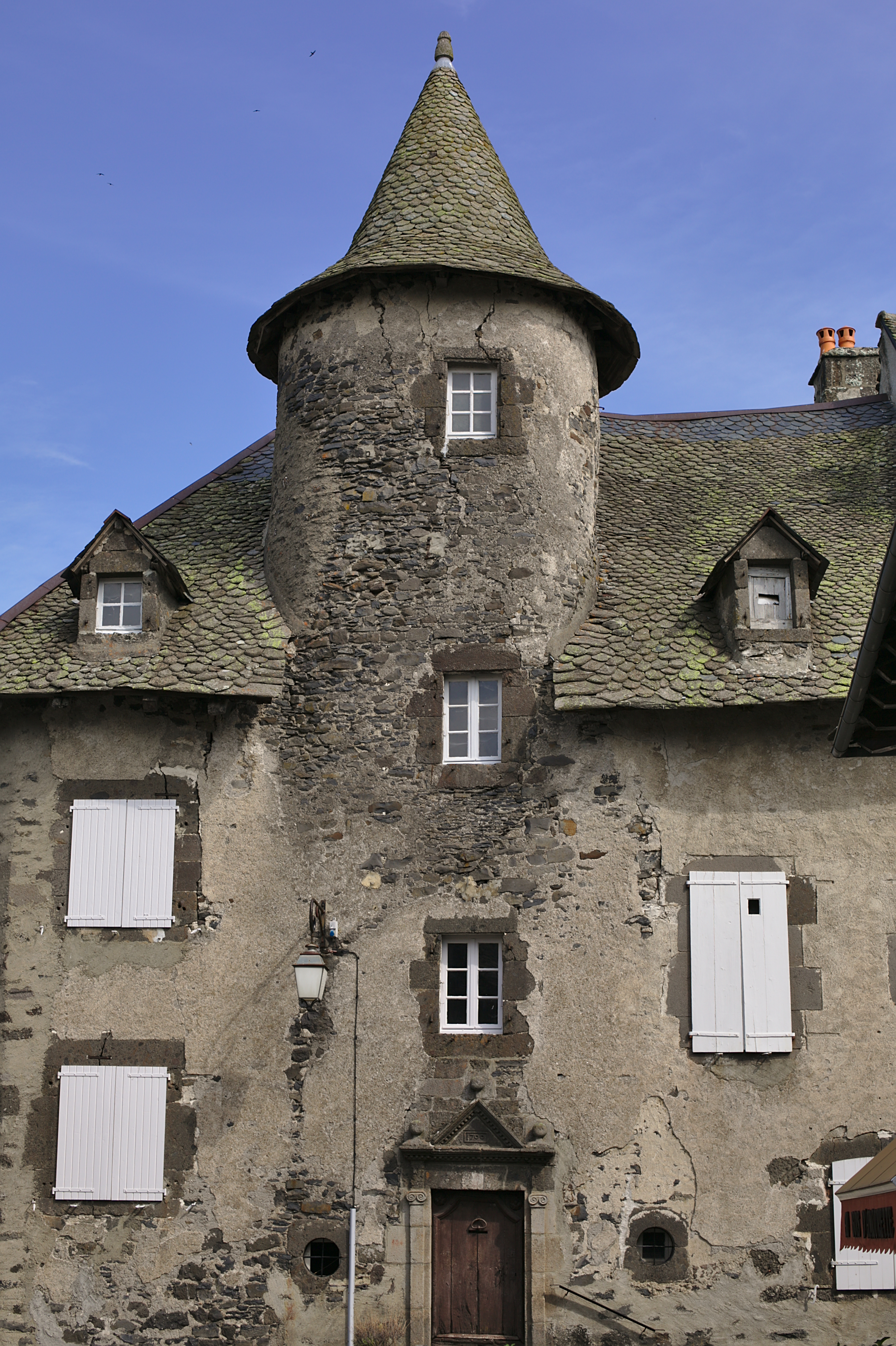
Maison Bertrandy in Salers

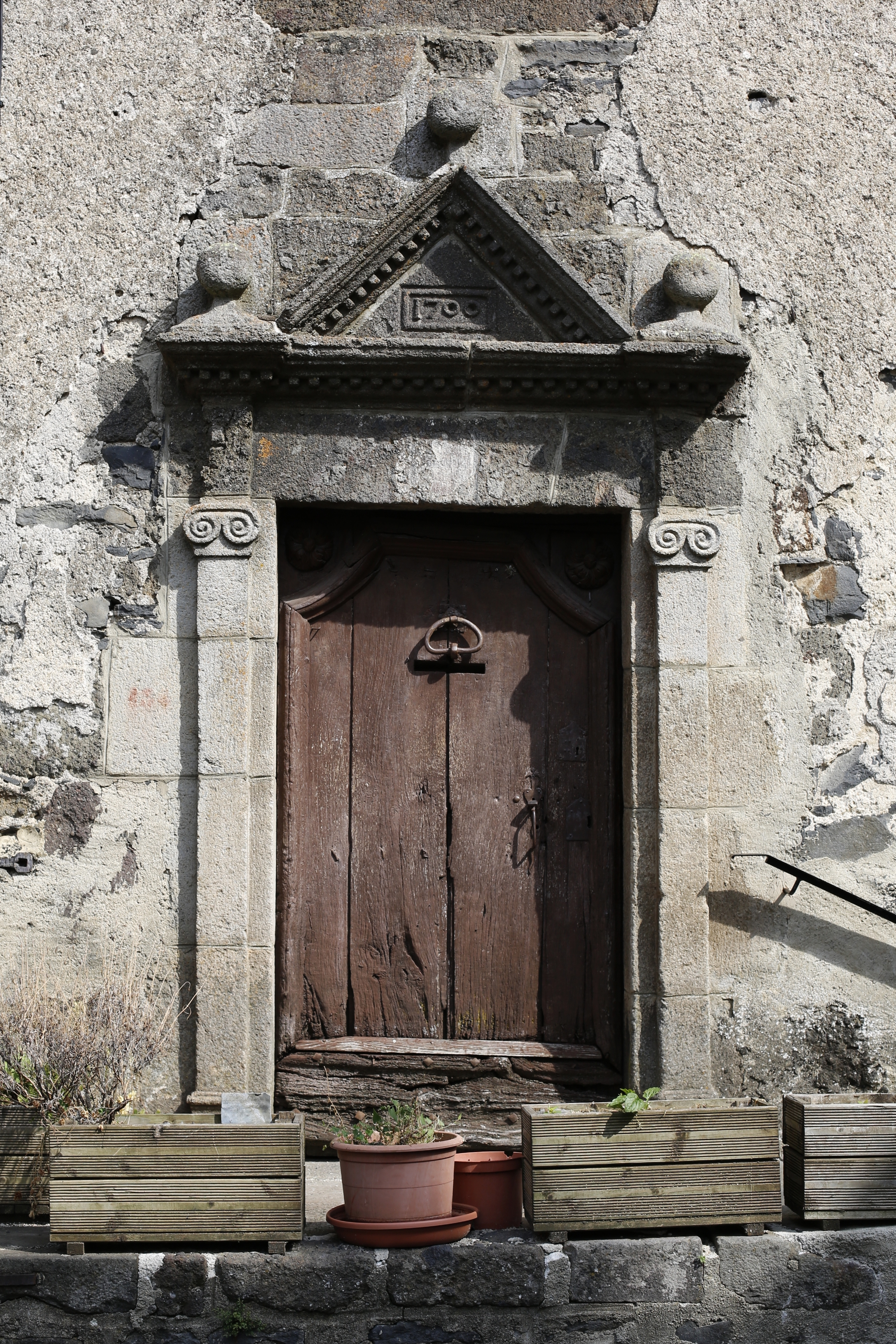
Eingang

Die Maison Bertrandy (deutsch Haus Bertrandy) in Salers, einer französischen Gemeinde im Département Cantal in der Region Auvergne-Rhône-Alpes, wurde um 1700 errichtet. Das Wohnhaus an der Rue de la Martille, die zur Porte de la Martille führt, steht seit 2010 als Monument historique auf der Liste der Baudenkmäler in Frankreich.
Die angesehene Familie Bertrandy waren die ersten Besitzer des Hauses, das unter Einbeziehung von romanischen und gotischen Teilen eines Vorgängerbaus, wie z. B. Türrahmungen, errichtet wurde. Das Portal wird von Lisenen gerahmt und von einem Dreiecksgiebel bekrönt.
Eine steinerne Wendeltreppe verbindet die Stockwerke. Im Erdgeschoss steht ein großer, gemauerter Kamin aus dem Mittelalter. Der Salon besitzt eine Holztäfelung und Wandschränke. Im ersten Stock, der ein Zimmer mit Kamin besitzt, ist eine für Salers typische Tür mit Nägeln zu finden. Diese gepanzerten Türen wurden während des Hundertjährigen Krieges als Schutz vor Eindringlichen geschaffen.